# 施巴斯坦·卡羅利
施巴斯坦·卡羅利（法語：Sébastien Carole，1982年9月8日—）出生在蓬圖瓦茲，是一名法國足球運動員，司職中場，現時第三度效力英甲球會白禮頓。

## 生平
2006年，卡羅利從白禮頓轉投列斯聯，在前領隊奇雲·布力維爾（Kevin Blackwell）下，是一名常在正選名單上的球員，但在領隊韋斯帶領期間，卡羅利初期只能替補上陣，因而曾考慮離開球會，然而，當列斯聯在英甲作賽時，卡羅利成為球隊必然正選，並在頭場射入決定性的入球助球隊勝出。不過期後卡羅利被列斯聯所放棄。
2008年11月28日，卡羅利加盟達寧頓。2009年1月21日在加盟僅兩個月及上陣7場後，卡羅利離開達寧頓。2009年1月30日重返白禮頓短期效力直到球季結束，季後未能贏取新約而被放棄。9月16日卡羅利以半年短約加盟燦美爾，期間在4場聯賽及1場英格蘭聯賽錦標上陣，惟自10月初以後再沒有比賽機會，約滿後離隊。返回白禮頓隨隊訓練，最終獲領隊普耶給予每週續簽短約。

## 外部連結
- 足球数据库：卡羅利的球员统计数据
- Profile on soccerfactsuk.co.uk